# Pang Tong
Pang Tong, in cinese 庞统, (179 – Luocheng, 214), è stato un militare e stratega cinese del periodo dei Tre Regni.
Con il nome Zi Shiyuan (士元), è stato un consigliere di Liu Bei durante l'ultima Dinastia Han Orientale nella storia della Cina. Era stato soprannominato "Giovane Fenice" (鳯雛; Fèngchú) da suo zio Pang Degong.
Raggiunse la fama dopo aver incontrato Sima Hui, un grande studioso che lo descrisse come uno dei più grandi talenti nel sud della Provincia di Jing, dopo aver passato un'intera giornata a chiacchierare con lui.

## Giovinezza
Pang Tong inizia la sua carriera come segretario al comando di Nan (南郡) e viene promosso ad amministratore dopo che Zhou Yu ha annesso la Provincia di Jing al regno di Wu. Dopo la morte di Zhou Yu, Pang Tong va a Chaisang per porgere le sue condoglianze, dove incontrò e strinse amicizia con altri studiosi di Wu, come Lu Ji, Gu Shao e Quan Cong. Pang Tong lasciò in seguito Wu e passo al servizio di Liu Bei.

## Subentra nella provincia di Yi
Quando Liu Bei condusse il suo esercito nella provincia di Yi (oggi Sichuan) per aiutare Liu Zhang a difendersi dall'invasione di Zhang Lu, Pang Tong suggerì a Liu Bei di prendere Liu Zhang come ostaggio quando si sarebbero incontrati per forzarlo a lasciare la provincia di Yi. Liu Bei rifiutò e permise a Liu Zhang di ritornare a Chengdu (capitale della provincia di Yi). Quando le relazioni fra Liu Bei e Liu Zhang si deteriorarono fino alla guerra, Pang Tong propose al suo signore tre opzioni, cioè il piano maggiore, il medio e il minore. Il piano maggiore consisteva nell'inviare un'élite di truppe speciali ad invadere segretamente Chengdu, prendere Liu Zhang di sorpresa e forzarlo ad arrendersi. Il piano medio era di diffondere la falsa informazione che Liu Bei stesse ritornando nella provincia di Jing, poi attirare i generali di Liu Zhang, Yang Huai and Gao Pei, lontani dalla loro posizione, ucciderli e conquistare i loro castelli e le loro armate, e infine avanzare verso Chengdu. Il piano minore consisteva nel tornare nella provincia di Jing e aspettare un'altra occasione per attaccare la provincia di Yi. Liu Bei scelse l'opzione media e richiese rinforzi da Liu Zhang per combattere contro Zhang Lu. Liu Zhang gli mandò solo un piccolo numero di truppe con una bassa capacità di combattimento e una mediocre quantità di rifornimenti. Liu Bei riorganizzò le sue truppe per attaccare Liu Zhang e uccise Yang Huai e Gao Pei, a costo di ottenere disprezzo, e prese il comando delle loro truppe. Poi le forze di Liu Bei attaccarono la città di Luo, di Liu Zhang, che venne difesa dallo stesso Liu Zhang, e assediò la città per più di un anno.
Liu Bei espresse gioia in un banchetto a Fucheng (涪城) per celebrare la sua vittoria su Liu Zhang, e Pang Tong lo rimproverò, dicendo che "festeggiare l'invasione di altri territori non è ciò che un uomo di Ren (仁; un valore del Confucianesimo che comportava la gentilezza) dovrebbe fare". Liu Bei ubriaco ribatte arrabbiato, il re "Wu di Zhou" festeggiò anch'esso per la sua vittoria contro il re "Zhou di Shang". Non è lui un esempio di uomo di Ren? Ti sbagli, quindi adesso vattene!" Dopo che Pang Tong se ne andò, Liu Bei si pentì di quella risposta e invitò Pang a tornare. Pang tornò al suo posto e non si scusò con Liu. Liu chiese, "Di chi pensi sia la colpa di quello che è successo?" Pang rispose, "Era sia tua che mia." Liu rise e il banchetto continuò.

### Morte
Pang Tong fu ucciso da una freccia nemica perché scambiato per Liu Bei durante l'assedio di Luocheng (雒城) all'età di 36 anni, il sette luglio. Liu Bei pianse appena venne a sapere dell'accaduto e Zhuge Liang si occupò personalmente del funerale di Pang. A Pang Tong furono conferiti i nomi postumi di Marchese di Guannei (關內侯) e Marchese di Jing (靖侯) dopo la fondazione di Shu. La sua vita portò grande onore al clan Pang.
Il figlio di Pang Tong, Pang Hong, venne in seguito nominato governatore di Fu, mentre suo fratello Pang Lin si arrese a Wei qualche tempo dopo.

## Nella Letteratura
Nel Romanzo dei Tre Regni, Pang Tong è ritratto come un brillante stratega che eguagliava Zhuge Liang. Sima Hui raccomandò a Liu Bei sia Zhuge Liang che Pang Tong come talenti per aiutarlo nel suo piano ambizioso, con le parole seguenti: "Drago dormiente, Giovane Fenice - ricevine uno, e potrai sistemare tutte le cose sotto il Paradiso."
Come Sima Hui, Pang Tong venne inizialmente introdotto come studente nel Distretto di Xiangyang. Fece la sua prima apparizione nella Battaglia di Chibi dove giocò un ruolo importante nella vittoria di Liu Bei e Sun Quan contro Cáo Cāo. Quando Jiang Gan, consigliere di Cao Cao, incontrò per la seconda volta Zhou Yu con l'intento di portare informazioni militari a Cao, Zhou lo accusò di aver rubato informazioni sui generali nemici  Cai Mao e Zhang Yun durante la sua visita precedente (che era uno stratagemma di Zhou) e rinchiuse Jiang in un tempio. Jiang incontrò Pang Tong nel tempio e ritornarono al campo di Cao Cao insieme. Cao Cao era felicissimo e ricevette Pang Tong calorosamente. Pang convinse Cao Cao ad incatenare le proprie navi insieme con delle catene d'acciaio, per limitare l'oscillazione delle navi. Cao Cao ascoltò il consiglio di Pang, cosa che si rivelò un grande errore, poiché impedì di limitare l'attacco incendiario alle navi.
Pang Tong apparve di nuovo dopo la morte di Zhou Yu, quando Lu Su raccomandò Pang a Sun Quan come consigliere. Sun consentì a Pang un colloquio, ma la bruttezza di Pang lo fece finire immediatamente. Sun chiese poi a Pang di paragonare le proprie abilità a quelle di Zhou Yu, e lui rispose altezzosamente di essere "diverso" da Zhou. Disturbato dal suo aspetto e dalla sua altezzosità nei confronti di Zhou (che Sun Quan rispettava molto), Sun cacciò Pang come un comune folle che si vantava della sua conoscenza.
Dopo aver lasciato Sun Quan, Pang andò a servire Liu Bei e presentò il suo piano per la conquista dei territori di Liu Zhang nella Provincia di Yi (oggi Sichuan). Zhuge Liang aveva già affermato nel piano Longzhong che la Provincia di Yi sarebbe dovuta essere la bese di Liu Bei per le sue conquiste future. Pang seguì Liu Bei alla Provincia di Yi su invito di Liu Zhang per occuparsi di Zhang Lu. Durante il primo incontro fra Liu Bei e Liu Zhang, Pang ordinò a Wei Yan di assassinare Liu Zhang durante il banchetto fingendo di stare eseguendo una danza con la spada. Liu Bei non era però convinto del piano Liu Zhang, poiché in fondo Zhang veniva dal clan imperiale proprio come lui, e fermò Wei Yan.
Pang Tong continuò a ideare strategie per Liu Bei nelle successive battaglie contro le forze di Liu Zhang dopo che la relazione fra Liu Bei e Liu Zhang deteriorò fino allo scoppio della guerra. Prima che le forze di Liu Bei iniziassero ad attaccare Luocheng, Pang suggerì a Liu Bei di prendere un contingente più piccolo e di percorrere una scorciatoia, mentre lui avrebbe condotto le forze principale direttamente a Luocheng. Liu Bei rifiutò e decise che Pang avrebbe preso la scorciatoia. Prima di lasciare il campo, il cavallo di Pang si eresse sulle gambe anteriori facendolo cadere. Liu Bei lo prese come un cattivo presagio e pensò di annullare la battaglia, ma Pang insistette. Liu Bei allora offrì a Pang il suo destriero, Dilu (che si diceva portasse sfortuna a chi lo cavalcava, ma che comunque aveva salvato una volta la vita di Liu e quindi pensava che fosse un cavallo di buon auspicio). Pang subì un'imboscata alla Valle della Fenice Caduta (落鳯坡) da arcieri sotto il comando di un generale di Liu Zhang, Zhang Ren. Morì insieme ai suoi uomini sotto una pioggia di frecce. Come se la sua morte fosse stata predestinata dal cielo, il suo luogo di morte si chiamava "Valle della Fenice Caduta", dove "Fenice" si riferisce a Pang, poiché il suo soprannome era "Giovane Fenice".

## Riferimenti moderni
Pang Tong è un personaggio controllabile del video game Dynasty Warriors prodotto da Koei. È ritratto come un gobbo figuro che combatte con il "Bastone Tornado", un'arma capace di compiere magie. In Dynasty Warriors 6, Pang Tong, come molti altri personaggi, ha un cambiamento di stile e indossa ora una strana maschera. Anche i suoi vestiti sono stati ridisegnati per dargli l'aspetto di una falena.
In Dynasty Warriors 4 Xtreme Legends, dimostra il suo valore a Zhuge Liang e in un livello compete con Zuo Ci e Zhang Jiao per il libro magico di Laozi. Nella sua fine di Dynasty Warriors 5, aiuta ad unire i territori sotto Shu Han e diventa Primo Stratega dopo la morte di Zhuge Liang.
In Dynasty Tactics 2, il volto di Pang non è visibile e non è gobbo.
Pang appare anche in Warriors Orochi. Si unisce a Xiahou Dun e Xiahou Yuan nella resistenza contro Orochi. Alla fine, si uniscono a Cao Pi quando sentono che sta progettando di ripristinare il Regno Wei e ribellarsi contro Orochi. Aiuta Cao Pi, Zhen Ji, e Cao Ren a proteggere Komaki-Nagakute contro Kiyomori. In Dream Mode, collabora con Zuo Ci e Zhang Jiao per dimostrare ai ninja che l'inganno non è potente come la magia.